# Cicer chorassanicum
Cicer chorassanicum är en ärtväxtart som först beskrevs av Aleksandr Andrejevitj Bunge, och fick sitt nu gällande namn av Mikhail Grigoríevič Popov. Cicer chorassanicum ingår i släktet kikärter, och familjen ärtväxter. Inga underarter finns listade i Catalogue of Life.